# 鄭文燦市府
鄭文燦市府，是指第一屆（2014年12月25日－2018年12月25日）、第二屆（2018年12月25日－2022年12月25日）桃園市市長鄭文燦所組成的桃園市政府內閣行政團隊。

## 市府內閣

### 府本部
| 首長職稱 | 姓名   | 學經歷                                                                                           |
| -------- | ------ | ------------------------------------------------------------------------------------------------ |
| 市長     | 鄭文燦 | 行政院新聞局局長 民主進步黨桃園縣黨部主委                                                        |
| 副市長   | 高安邦 | 桃園市政府教育局局長                                                                             |
| 副市長   | 李憲明 | 桃園市政府秘書長、桃園市政府都市發展局局長                                                       |
| 秘書長   | 黃治峯 | 桃園市政府副秘書長、桃園市政府工務局局長、臺北市政府工務局副局長、臺北市政府工務局新建工程處處長 |
| 副秘書長 | 邱俊銘 | 桃園縣政府參事                                                                                   |
| 副秘書長 | 盧維屏 | 高雄市政府都市發展局局長                                                                         |

### 機關首長
| 首長職稱                   | 姓名     | 學經歷 |
| 新聞處處長                 | 詹賀舜   | 桃園市政府研究發展考核委員會主任委員                                                                                    |
| 秘書處處長                 | 顏子傑   | 桃園市政府新聞處主任秘書                                                                                                |
| 政風處處長                 | 許志雲   | 中國文化大學市政學系學士 曾任金門縣政府、國家安全會議秘書處、國防部政風室主任及臺北市政府政風處副處長、文化部政風處處長 |
| 主計處處長                 | 林世杰   | 行政院主計總處主計官兼主計人員訓練中心執行長                                                                            |
| 人事處處長                 | 林妙貞   | 內政部人事處科員 |
| 民政局局長                 | 陳靜航   | 桃園市政府副秘書長 |
| 教育局局長                 | 林明裕   | 前彰化縣副縣長、前勞動部政務次長                                                                                        |
| 社會局局長                 | 鄭貴華   | 桃園市政府參事 |
| 勞動局局長                 | 吳宏國   | 中壢區區長 |
| 財政局局長                 | 歐美鐶   | 桃園縣政府財政局局長 |
| 農業局局長                 | 郭承泉   | 桃園市政府農業局副局長                                                                                                  |
| 地政局局長                 | 蔡金鐘   | 桃園市政府地政局副局長                                                                                                  |
| 工務局局長                 | 賴宇亭   | 科技部工程技術研究發展司副司長                                                                                          |
| 法務局局長                 | 周春櫻   | 執業律師、桃園縣政府法律諮詢顧問                                                                                        |
| 水務局局長                 | 劉振宇   | 臺中市政府水利局局長 |
| 交通局局長                 | 劉慶豐   | 桃園市政府參議 |
| 警察局局長                 | 許錫榮   | 雲林縣政府警察局局長、彰化縣政府警察局局長、屏東縣政府警察局局長、內政部警政署警政委員                                  |
| 衛生局局長                 | 王文彥   | 衛生福利部基隆醫院院長                                                                                                  |
| 消防局局長                 | 謝呂泉   | 桃園縣政府消防局局長 |
| 文化局局長                 | 邱莊秀美 | 桃園市社區婦女協會理事長、前立委邱垂貞之妻                                                                              |
| 體育局局長                 | 莊佳佳   | 前跆拳道國手 |
| 經濟發展局局長             | 郭裕信   | 桃園市政府經濟發展局主任秘書                                                                                            |
| 都市發展局局長             | 盧維屏   | 高雄市政府都市發展局局長                                                                                                |
| 觀光旅遊局局長             | 楊勝評   | 開南大學觀光與餐飲旅館學系系主任、蘆竹區市政顧問                                                                        |
| 地方稅務局局長             | 姚世昌   | 桃園市政府地方稅務局副局長                                                                                              |
| 環境保護局局長             | 呂理德   | 國立中央大學環境教育中心主任                                                                                            |
| 青年事務局局長             | 陳冠穎   | 前記者、作家 |
| 客家事務局局長             | 黃傅淑香 | 桃園市議會議員 |
| 原住民族行政局局長         | 林日龍   | 桃園縣政府原住民行政局副局長、桃園市政府原住民行政局副局長                                                              |
| 捷運工程局局長             | 陳文德   | 桃園市政府經濟發展局副局長                                                                                              |
| 資訊科技局局長             | 余宛如   | 第九屆立法委員（全國不分區）                                                                                            |
| 研究發展考核委員會主任委員 | 吳君婷   | 律師 |

### 事業機構
| 首長職稱                         | 姓名   | 學經歷                                     |
| 桃園市文化基金會董事長           | 鄭文燦 | 市長兼任                                   |
| 桃園市工商發展投資策進會主任委員 | 鄭文燦 | 市長兼任                                   |
| 桃園市工商發展投資策進會總幹事   | 陳家濬 |                                            |
| 桃園航空城公司董事長             | 陳錫禎 | 臺北市政府地政局局長、桃園市政府地政局局長 |
| 桃園魚市場股份有限公司董事長     | 謝仁江 | 桃園區漁會理事長                           |
| 桃園果菜市場股份有限公司董事長   | 邱素芬 | 桃園市議會議員                             |
| 桃園捷運公司董事長               | 劉坤億 | 桃園市政府研究考核委員會主任委員           |